# Championnat d'Équateur de football 2024
Navigation
Édition précédente Édition suivante
La saison 2024 du championnat d'Équateur de football est la soixante-sixième édition du championnat de première division professionnelle en Équateur et la sixième sous l'appellation LigaPro.
Le format est identique à la saison passée, les 16 équipes se rencontrent une fois dans la première phase, le premier est qualifié pour la Copa Libertadores 2025 et pour la finale du championnat.
Lors de la deuxième phase, les 16 équipes se rencontrent de nouveau une fois, le premier est qualifié pour la Copa Libertadores 2025 et pour la finale du championnat en match aller et retour qui détermine le champion d'Équateur.
Si les deux phases ont donné lieu à un même vainqueur, celui-ci est évidemment sacré champion sans nécessité de finale.
Les deux derniers du classement cumulé sont relégués en deuxième division.

## Qualifications continentales
Le champion d’Équateur se qualifie pour la Copa Libertadores 2025, tout comme le finaliste et une autre équipe la mieux classée du classement cumulé ainsi que le vainqueur de la Copa Ecuador. Les quatre équipes suivantes de ce même classement obtiennent leur billet pour la Copa Sudamericana 2025.

## Les clubs participants
- Sociedad Deportiva Aucas
- Barcelona Sporting Club
- Delfín Sporting Club
- Club Deportivo Cuenca
- Liga Deportiva Universitaria de Quito
- Club Deportivo Universidad Católica del Ecuador
- Libertad Fútbol Club
- Club Deportivo El Nacional
- Independiente del Valle
- Club Sport Emelec
- Club Deportivo Técnico Universitario
- Mushuc Runa SC
- Orense Sporting Club
- Cumbayá Fútbol Club
- Club Social y Deportivo Macara - Promu de Serie B
- Imbabura Sporting Club - Promu de Serie B

## Compétition
Le barème utilisé pour établir les différents classements est le suivant :
- Victoire : 3 points
- Match nul : 1 point
- Défaite : 0 point

### Première phase
| Rang | Équipe                     | Pts  | J  | G  | N | P  | Bp | Bc | Diff |
| ---- | -------------------------- | ---- | -- | -- | - | -- | -- | -- | ---- |
| 1    | Independiente del Valle    | 35   | 15 | 10 | 5 | 0  | 23 | 8  | +15  |
| 2    | Barcelona Sporting Club    | 31   | 15 | 9  | 4 | 2  | 24 | 8  | +16  |
| 3    | LDU QuitoT                 | 30   | 15 | 9  | 3 | 3  | 27 | 17 | +10  |
| 4    | Sociedad Deportiva Aucas   | 29   | 15 | 8  | 5 | 2  | 31 | 18 | +13  |
| 5    | CDU Católica del Ecuador   | 25   | 15 | 7  | 4 | 4  | 31 | 20 | +11  |
| 6    | Club Sport Emelec          | 25   | 15 | 6  | 7 | 2  | 17 | 12 | +5   |
| 7    | Club Deportivo El Nacional | 21-3 | 15 | 8  | 0 | 7  | 17 | 16 | +1   |
| 8    | Mushuc Runa SC             | 18   | 15 | 5  | 3 | 7  | 18 | 19 | -1   |
| 9    | CSD Macara P               | 18   | 15 | 4  | 6 | 5  | 11 | 13 | -2   |
| 10   | Club Deportivo Cuenca      | 16   | 15 | 3  | 7 | 5  | 25 | 24 | +1   |
| 11   | Técnico                    | 16   | 15 | 4  | 4 | 7  | 14 | 21 | -7   |
| 12   | Orense Sporting Club       | 15   | 15 | 3  | 6 | 6  | 10 | 17 | -7   |
| 13   | Cumbayá Fútbol Club        | 14   | 15 | 4  | 2 | 9  | 8  | 19 | -11  |
| 14   | Imbabura Sporting Club P   | 13   | 15 | 3  | 4 | 8  | 17 | 29 | -12  |
| 15   | Delfín SC                  | 9    | 15 | 2  | 3 | 10 | 8  | 23 | -15  |
| 16   | Libertad Fútbol Club       | 4-4  | 15 | 1  | 5 | 9  | 8  | 25 | -17  |

|  | Qualification pour la finale et la Copa Libertadores 2025 |
|  | T : Tenant du titre P : Promu de Serie B                  |

- Le Club Deportivo El Nacional a une pénalité de trois points pour retard de paiement de joueurs[2].
- Le Libertad Fútbol Club a une pénalité de quatre points pour des allégations de match truqué lors de la dernière saison[3].

### Deuxième phase
| Rang | Équipe                     | Pts  | J  | G  | N | P  | Bp | Bc | Diff |
| ---- | -------------------------- | ---- | -- | -- | - | -- | -- | -- | ---- |
| 1    | LDU QuitoT                 | 35   | 15 | 11 | 2 | 2  | 33 | 14 | +19  |
| 2    | Independiente del Valle    | 30   | 15 | 9  | 3 | 3  | 33 | 14 | +19  |
| 3    | CDU Católica del Ecuador   | 26   | 15 | 8  | 2 | 5  | 28 | 24 | +4   |
| 4    | Barcelona Sporting Club    | 25   | 15 | 7  | 4 | 4  | 30 | 21 | +9   |
| 5    | Orense Sporting Club       | 25   | 15 | 7  | 4 | 4  | 18 | 16 | +2   |
| 6    | Mushuc Runa SC             | 23   | 15 | 5  | 8 | 2  | 27 | 24 | +3   |
| 7    | Libertad Fútbol Club       | 23   | 15 | 6  | 5 | 4  | 20 | 18 | +2   |
| 8    | Técnico                    | 22   | 15 | 6  | 4 | 5  | 25 | 15 | +10  |
| 9    | Delfín SC                  | 22   | 15 | 6  | 4 | 5  | 21 | 22 | -1   |
| 10   | Club Deportivo El Nacional | 19   | 15 | 5  | 4 | 6  | 16 | 20 | -4   |
| 11   | Sociedad Deportiva Aucas   | 16   | 15 | 4  | 4 | 7  | 16 | 22 | -6   |
| 12   | CSD Macara P               | 15   | 15 | 4  | 3 | 8  | 15 | 27 | -12  |
| 13   | Club Deportivo Cuenca      | 13-3 | 15 | 4  | 4 | 7  | 15 | 21 | -6   |
| 14   | Imbabura Sporting Club P   | 11   | 15 | 3  | 2 | 10 | 17 | 31 | -14  |
| 15   | Cumbayá Fútbol Club        | 10   | 15 | 2  | 4 | 9  | 17 | 34 | -17  |
| 16   | Club Sport Emelec          | 9-3  | 15 | 3  | 3 | 9  | 12 | 20 | -8   |

|  | Qualification pour la finale et la Copa Libertadores 2025 |
|  | T : Tenant du titre P : Promu de Serie B                  |

- Le Club Deportivo Cuenca a une pénalité de trois points pour retard de paiement[4].
- Le Club Sport Emelec a une pénalité de trois points pour retard de paiement[5].

### Finale du championnat
Les vainqueurs des deux phases se retrouvent en match aller et retour pour déterminer le champion. Match aller le 7 décembre et match retour le 14 décembre 2024.
| Équipe 1  | Résultat | Équipe 2                | Aller | Retour |
| --------- | -------- | ----------------------- | ----- | ------ |
| LDU Quito | 3 - 1    | Independiente del Valle | 3 - 0 | 0 - 1  |

- Le LDU Quito gagne la finale du championnat et remporte son 13e titre de champion[6].

## Classement cumulé
| Rang | Équipe                       | Pts | J  | G  | N  | P  | Bp | Bc | Diff |
| ---- | ---------------------------- | --- | -- | -- | -- | -- | -- | -- | ---- |
| 1    | Independiente del Valle      | 65  | 30 | 19 | 8  | 3  | 56 | 22 | +34  |
| 2    | LDU QuitoT                   | 65  | 30 | 20 | 5  | 5  | 60 | 31 | +29  |
| 3    | Barcelona Sporting Club      | 56  | 30 | 16 | 8  | 6  | 54 | 29 | +25  |
| 4    | CDU Católica del Ecuador     | 51  | 30 | 15 | 6  | 9  | 59 | 44 | +15  |
| 5    | Sociedad Deportiva Aucas     | 45  | 30 | 12 | 9  | 9  | 47 | 40 | +7   |
| 6    | Mushuc Runa SC               | 41  | 30 | 10 | 11 | 9  | 45 | 43 | +2   |
| 7    | Club Deportivo El Nacional C | 40  | 30 | 13 | 4  | 13 | 33 | 36 | -3   |
| 8    | Orense Sporting Club         | 40  | 30 | 10 | 10 | 10 | 28 | 33 | -5   |
| 9    | Técnico                      | 38  | 30 | 10 | 8  | 12 | 39 | 36 | +3   |
| 10   | Club Sport Emelec            | 34  | 30 | 9  | 10 | 11 | 29 | 32 | -3   |
| 11   | CSD Macara P                 | 33  | 30 | 8  | 9  | 13 | 26 | 40 | -14  |
| 12   | Delfín SC                    | 31  | 30 | 8  | 7  | 15 | 29 | 45 | -16  |
| 13   | Club Deportivo Cuenca        | 29  | 30 | 7  | 11 | 12 | 40 | 45 | -5   |
| 14   | Libertad Fútbol Club         | 27  | 30 | 7  | 10 | 13 | 28 | 43 | -15  |
| 15   | Imbabura Sporting Club P     | 24  | 30 | 6  | 6  | 18 | 34 | 60 | -26  |
| 16   | Cumbayá Fútbol Club          | 24  | 30 | 6  | 6  | 18 | 25 | 53 | -28  |

|  | Qualification pour la Copa Libertadores 2025 |
|  | Qualification pour la Copa Sudamericana 2025 |
|  | Relégué en Serie B                           |
|  | T : Tenant du titre P : Promu de Serie B     |

- Le Club Deportivo El Nacional est qualifié pour la Copa Libertadores 2025 en tant que vainqueur de la Copa Ecuador 2024[7].

## Bilan de la saison
| Championnat d'Équateur de football 2024 |                            |
| Champion                                | LDU Quito (13e titre)      |
| Coupes et trophées                      |                            |
| Vainqueur de la Coupe d'Équateur 2024   | Club Deportivo El Nacional |
| Qualifications continentales            |                            |
| Copa Libertadores 2025                  | LDU Quito                  |
| Copa Libertadores 2025                  | Independiente del Valle    |
| Copa Libertadores 2025                  | Barcelona Sporting Club    |
| Copa Libertadores 2025                  | Club Deportivo El Nacional |
| Copa Sudamericana 2025                  | CDU Católica del Ecuador   |
| Copa Sudamericana 2025                  | Sociedad Deportiva Aucas   |
| Copa Sudamericana 2025                  | Mushuc Runa SC             |
| Copa Sudamericana 2025                  | Orense Sporting Club       |
| Promotions et relégations               |                            |
| Promus en Serie A                       | Cuniburo Fútbol Club       |
| Promus en Serie A                       | Manta Fútbol Club          |
| Relégués en Serie B                     | Imbabura Sporting Club     |
| Relégués en Serie B                     | Cumbayá Fútbol Club        |